# 消耗
| ウィキペディアには「消耗」という見出しの百科事典記事はありません（タイトルに「消耗」を含むページの一覧/「消耗」で始まるページの一覧）。 代わりにウィクショナリーのページ「消耗」が役に立つかもしれません。 |